# Политический кризис в Абхазии (2024)
Политический кризис в Абха́зии 2024 года начался на фоне подписания и ратификации соглашения, предусматривающего ряд льгот для российских инвесторов. Власти Абхазии уверяли, что соглашение направлено на привлечение инвестиций в экономику республики. Однако противники соглашения были убеждены, что его условия выгодны исключительно российской стороне. Оппозиция потребовала отставки президента Аслана Бжании.

## Предпосылки
«Соглашение между Правительством Российской Федерации и Правительством Республики Абхазия об осуществлении российскими юридическими лицами инвестиционных проектов на территории Республики Абхазия» являлось частью программы гармонизации законодательства России и Абхазии, инициированной в 2020 году. Официальный текст соглашения был опубликован 31 августа 2024 года и вызвал споры в Абхазии. Документ предусматривал ряд льгот для крупных российских инвесторов, но основные опасения у оппозиции вызвала статья о передаче земельных участков в собственность российским компаниям, также расширение российского бизнеса в республике могло лишить местных жителей заработка на туризме.
30 октября министр экономики Абхазии Кристина Озган подписала документ в Москве. По мнению протестующих, это было сделано с нарушением абхазского законодательства — без предварительного одобрения парламента. 9 ноября Озган подтвердила, что российская сторона не приняла множество поправок абхазской стороны. 11 ноября 2024 года депутаты абхазского парламента приняли закон о «многофункциональных комплексах», что предшествовало ратификации инвестиционного соглашения. Его планировалось рассмотреть на заседании 15 ноября. Оппозиция объявила о проведении в этот день акции протеста.

## Ход событий
Протесты начались в ночь с 11 на 12 ноября, после задержания пяти оппозиционеров, которые, по утверждению властей, напали на депутата абхазского парламента. Утром 12 ноября демонстранты перекрыли три ключевые дороги, ведущие в Сухум, заблокировав Гумистинский, Нижний Гумистинский и Кодорский мосты. Также протестующие попытались ворваться в здание Службы государственной безопасности. Ближе к вечеру 12 ноября все пять задержанных оппозиционных политиков были освобождены, после чего основные дороги были разблокированы и обстановка в столице на некоторое время стабилизировалась.
15 ноября в парламенте должны были рассмотреть законопроект, ратифицирующий инвестиционное соглашение с Россией. Протест начался одновременно с открытием сессии, в таких условиях депутаты не смогли согласовать повестку заседания, так что сессия была отменена. Однако ситуация обострилась ещё больше после объявления о переносе голосования. Собравшиеся у здания люди не только не разошлись, а напротив, потребовали от депутатов провести заседание и проголосовать против соглашения. По заявлению ТАСС, у здания парламента собралось несколько сотен человек, абхазская оппозиция заявила о 2,5 тысячах). Протестующие принесли флаги Абхазии и России в знак дружбы и поддержки укрепления абхазо-российских отношений, а также обвинили Бжания в «попытке использовать эти связи в своих личных корыстных интересах и манипулировании для усиления своего режима».
Вскоре начались потасовки: протестующие забросали силовиков яйцами и бутылками. Участники акции протаранили забор при помощи автомобиля и попытались прорваться на территорию парламента. Силовики попытались заблокировать проход на территорию парламента, подогнав к месту прорыва пожарную машину, но протестующим удалось захватить её. Против протестующих применили дымовые шашки, слезоточивый газ, сообщалось о звуках выстрелов. В результате столкновений с силовиками восемь человек были доставлены в больницу.
На переговоры с протестующими вышли начальник государственной службы охраны, а затем — министр внутренних дел Роберт Киут и службы госбезопасности Дмитрий Кучуберия. Они пообещали передать требования собравшихся президенту. К тому времени Бжания с охраной покинул администрацию.
Днём протестующие сломали решётки на окнах парламента, а также вскрыли двери болгаркой и ворвались в здание. Участники митинга также заняли администрацию президента. Силовики, охранявшие здание парламента, покинули оцепление и ушли с территории комплекса. Собравшиеся скандировали «дезертир», «отставка» и «Россия». Лидеры оппозиции настаивали, что протест направлен «не против России, а против олигархов» — как российских, так и абхазских. К президенту был отправлен спикер парламента с требованием отставки. Протестующие создали координационный совет, в который вошли представители общественных объединений. Они заявили о намерении оставаться в правительственном комплексе до отставки Бжании. Сразу после захвата зданий пресс-служба президента опубликовала заявление о скором отзыве законопроекта.
Также стороны вели переговоры о возможной кандидатуре на пост исполняющего обязанности президента до проведения новых выборов весной 2025 года в случае отставки Аслана Бжания. Власти предложили на эту должность вице-президента Бадра Гунбу, а оппозиция — спикера парламента Лашу Ашубу или другого нейтрального кандидата, который устроил бы обе стороны. Но позже Бжания отказался покинуть свой пост. Оппозиция объявила Бжании ультиматум после этого, но он уже уехал из города. Оппозиционеры полагали, что Бжания укрылся на российской военной базе, однако позже выяснилось, что ночью Бжания прибыл в своё родовое село Тамыш в 40 километрах от Сухуми.
16 ноября Аслан Бжания пообещал уйти с поста и назначить вице-президента временно исполняющим обязанности президента, только когда протестующие покинут правительственный комплекс в Сухуми, однако они отказались это сделать и вновь призвали к безоговорочной отставке. Оппозиция предложила кандидатуру нового вице-премьера, на должность премьер-министра и и.о. президента вице-премьера — главы Минфина Владимира Делбу, при этом отправив в отставку весь состав кабмина, в том числе силовой блок.
17 ноября протестующие продолжали удерживать комплекс правительственных зданий и демонтировать забор вокруг парламента.
В ночь на 18 ноября произошла стрельба у здания Абхазской государственной телерадиокомпании. Между представителями властей и оппозиции начались переговоры при участии спикера парламента Лаши Ашуба. Аслана Бжания на встрече представляли вице-президент Бадра Гунба, председатель государственного таможенного комитета Отар Хеция и общественный деятель Давид Пилия. От оппозиции в переговорах участвовали Адгур Ардзинба, Кан Кварчия и Леван Микаа.
19 ноября Аслан Бжания и премьер Александр Анкваб ушли в отставку. Обязанности президента назначен исполнять вице-президент Бадра Гунба, на должность премьера – экс-спикер парламента Валерий Бганба. В тот же день парламент утвердил его отставку.

## Последствия
Согласно Конституции, досрочные выборы президента должны быть проведены в трёхмесячный срок, то есть до 19 февраля 2025 года. Ушедший в отставку Аслан Бжания в начале политического кризиса заявлял, что планирует принять участие в выборах. В ветеранской организации «Аруаа» говорили, что поддержат на выборах кандидатуру оппозиционера Адгура Ардзинба. О возможном участии также заявляли лидер общественной организации «Аидгылара» Кан Кварчия, экс-руководитель торгового представительства Абхазии в РФ Олег Барциц.
С ноября со стороны Российской Федерации финансирование было полностью приостановлено, что стало грозить невыплатами зарплат и остановкой энергоснабжения из России. 3 декабря абхазский парламент на внеочередном заседании отклонил инвестиционное соглашение.

## Реакции
- 15 ноября официальный представитель МИД России Мария Захарова заявила, что в России с озабоченностью следят за событиями в Абхазии, также отметив, что в республике сложилась «кризисная ситуация»[26].
- Президент Грузии Саломе Зурабишвили осудила «шаги России в направлении аннексии» «оккупированной Абхазии». Кроме того, она выразила солидарность с жителями Абхазии, которые, по её словам, противостоят внедрению российского законодательства[27].
- 18 ноября пресс-секретарь президента Дмитрий Песков заявил: «Мы, конечно, выступаем за скорейшую нормализацию обстановки в республике и хотели бы, чтобы эта ситуация оставалась в абсолютно конституционном русле»[28].
- 18 ноября российский посол в Сухуми Михаил Шургалин передал текст приглашения от президента РФ на 9 мая 2025 года. Таким образом, письмо может свидетельствовать о поддержке Москвой Аслана Бжания в противостоянии с оппозицией, а также на президентских выборах[29].